# São Paulo
São Paulo (phát âm /sɐ̃w̃ 'paw.lu/; tiếng Bồ Đào Nha đọc gần như "Xăm Pao-lu" hay "Xau Pao-lu", có nghĩa là "Thánh Phaolô") là thủ phủ của bang São Paulo ở phía đông nam Brasil, cách Rio de Janeiro 400 km và cách thủ đô liên bang, Brasília, 1030 km. Đây là thành phố lớn nhất của Brasil. Diện tích thành phố 1.523 km²  và dân số hơn 11 triệu người  (2006 IBGE estimate), là thành phố đông dân nhất ở Nam Bán Cầu  và là một Thành phố toàn cầu.
19 triệu người sông ở Vùng đô thị Đại São Paulo (Região Metropolitana) khiến cho vùng đô thị này là một trong 5 vùng đô thị đông dân nhất thế giới. Nếu tính cả các vùng đô thị gần đấy vào số liệu thống kê như: Baixada Santista, São José dos Campos, Campinas, Sorocaba... thì Vùng đô thị mở rộng (Complexo Metropolitano Estendido) có gần 29 triệu dân, chỉ xếp sau vùng đô thị Tokyo với 35 triệu dân. Bang São Paulo cũng là một bang đông dân với dân số 40 triệu.
Dân São Paulo được gọi là paulistanos. Khẩu hiệu của thành phố là Non ducor, duco, trong tiếng Latin có nghĩa "Tôi không bị chỉ huy, tôi mới là chỉ huy".

## Lịch sử

### Thời kỳ bản xứ ban đầu

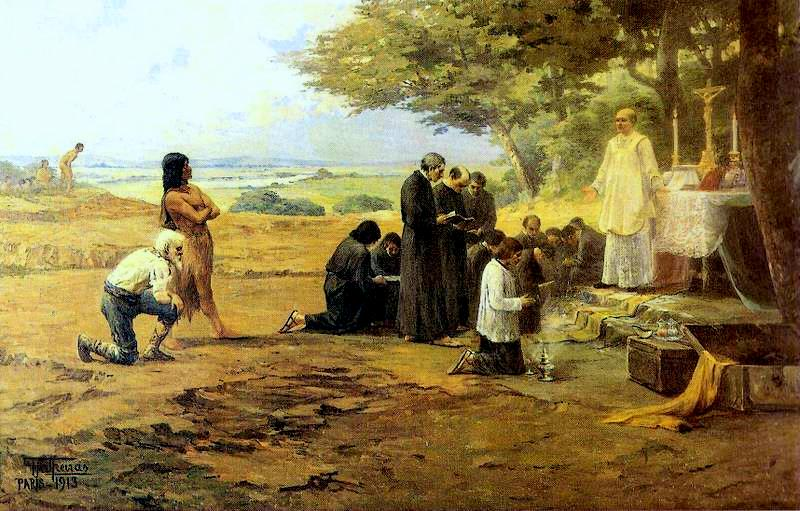
Tìm ra São Paulo, bức tranh được vẽ bởi Antonio Parreiras năm 1913

Vùng của São Paulo ngày nay, trước đó được biết đến là vùng đồng bằng Piratininga quanh sông Tietê, là nơi cư trú của những người Tupi, như Tupiniquim, Guaianas và Guarani. Các bộ tộc khác cũng sống ở những khu vực mà ngày nay hình thành nên vùng đô thị.
Khu vực được chia thành Caciquedoms (chiefdoms) vào thời điểm người châu Âu di cư đến. Cacique đáng chú ý nhất là Tibiriça, được biết đến với sự hỗ trợ của ông đối với người Bồ Đào Nha và những người thuộc châu Âu khác. Trong số nhiều tên bản địa tồn tại ngày nay là Tietê, Ipiranga, Tamanduateí, Anhangabaú, Piratininga, Diadema, Cotia, Itapevi, Barueri, Embu-Guaçu vv...

### Thời kì thuộc địa
Các làng Bồ Đào Nha của São Paulo dos Campos de Piratininga được đánh dấu bởi sự ra đời của Colégio de São Paulo de Piratininga vào ngày 25 tháng 1 năm 1554. Các trường cao đẳng dòng tên của mười hai linh mục bao gồm Manuel da Nóbrega và linh mục Tây Ban Nha José de Anchieta. Họ xây dựng một sứ mệnh trên đỉnh một ngọn đồi dốc giữa sông Anhangabaú và Tamanduatei.
Họ đầu tiên có một cấu trúc nhỏ được xây dựng bằng đất đồi, được tạo ra bởi công nhân người Mỹ gốc Ấn theo phong cách truyền thống của họ. Các linh mục muốn truyền giáo - giảng dạy (giáo lý) người da đỏ sống ở vùng cao nguyên của Piratininga và biến họ thành người theo Kitô giáo. Khu vực này được tách ra khỏi bờ biển bởi Serra do Mar, được gọi bởi người Indra Serra Paranapiacaba.
Trường đại học được đặt tên cho một vị thánh Thiên Chúa giáo và sự ra đời của nó vào ngày lễ kỷ niệm việc cử hành Tông Đồ Phaolô Tarsus. Cha José de Anchieta viết thư này trong một bức thư gửi cho Hội Chúa Giêsu:
Việc thành lập Khu Courtyard của Trường bắt đầu vào năm 1560. Trong chuyến thăm Mem de Sá, Thống đốc Brazil, thuyền trưởng của São Vicente, ông đã yêu cầu chuyển dân số của làng Santo André da Borda do Campo đến vùng lân cận của trường đại học. Sau đó nó được đặt tên là "Trường Cao đẳng St. Paul Piratininga". Vị trí mới nằm trên một ngọn đồi dốc nằm sát một vùng đất ngập nước rộng lớn, vùng đất thấp Carmo. Nó bảo vệ tốt hơn trước các cuộc tấn công của các nhóm người Ấn Độ địa phương. Nó được đổi tên thành Vila de São Paulo, thuộc Đội trưởng của São Vicente.
Trong hai thế kỷ tiếp theo, São Paulo phát triển như một làng nghèo và cô lập sống sót qua việc trồng trọt cung tự cấp bằng lao động của người bản địa. Trong một thời gian dài, São Paulo là ngôi làng duy nhất trong nội địa Brazil, làm việc đi lại trở nên quá khó khăn cho nhiều người đến khu vực này. Mem de Sá đã ngăn cấm những người định cư sử dụng "Path Piraiquê" (Piaçaguera ngày nay), vì các cuộc đột kích thường xuyên của người Ấn Độ dọc theo nó.
Vào ngày 22 tháng 3 năm 1681, Marquis de Cascais, người đã hoàn thành nhiệm vụ của thuyền trưởng São Vicente, chuyển thủ đô về đến ngôi làng của Thánh Phaolô, chỉ định nó là "Thủ lĩnh của thuyền trưởng". Vốn mới được thành lập vào ngày 23 tháng 4 năm 1683, với các buổi lễ công cộng.

### Thời kì Bandeirantes
Vào thế kỷ 17, São Paulo là một trong những khu vực nghèo nhất của thuộc địa Bồ Đào Nha. Đây cũng là trung tâm phát triển trong nội địa của hệ thống thuộc địa. Bởi vì họ cực kỳ nghèo nàn, Paulistas không thể mua được nô lệ châu Phi, cũng như những người thực dân Bồ Đào Nha khác. Sự khám phá ra vàng ở khu vực Minas Gerais, vào những năm 1690, đã thu hút sự chú ý và những người định cư mới đến São Paulo. Đội trưởng của São Paulo và Minas do Ouro được tạo ra vào ngày 3 tháng 11 năm 1709, khi vương miện Bồ Đào Nha mua các thuyền trưởng của São Paulo và Santo Amaro từ những người được cấp học bổng cũ.
Nằm ở vị trí thuận tiện ở trong nước, trên sườn dốc Serra do Mar khi đi từ Santos, trong khi cũng không quá xa bờ biển, São Paulo trở thành một nơi an toàn để ở cho những du khách mệt mỏi. Thị trấn đã trở thành trung tâm của các bandeirantes, những nhà thám hiểm gan dạ bước vào những vùng đất lạ để tìm kiếm vàng, kim cương, đá quý và người Ấn Độ bắt làm nô lệ.
Các bandeirantes, có thể được dịch là "flag-bearers" hoặc "flag-followers", tổ chức các chuyến du ngoạn vào đất liền với mục đích chính là lợi nhuận và mở rộng lãnh thổ cho vương miện của Bồ Đào Nha. Thương mại phát triển từ các thị trường địa phương và cung cấp thực phẩm và chỗ ở cho các nhà thám hiểm. Các bandeirantes cuối cùng đã trở nên mạnh mẽ về mặt chính trị như một nhóm, và buộc trục xuất giáo sĩ khỏi thành phố São Paulo vào năm 1640. Hai nhóm này thường xuyên bị xung đột vì sự chống đối của dòng Tên Jesuit đối với việc buôn bán nô lệ ở Ấn Độ.
Vào ngày 11 tháng 7 năm 1711, São Paulo đã được nâng lên thành thành phố. Vào khoảng thập niên 1720, những người tiên phong ở những vùng gần những gì bây giờ là Cuiabá và Goiania đã tìm thấy vàng. Người Bồ Đào Nha đã mở rộng lãnh thổ Brazil vượt ra khỏi Tordesillas Line để kết hợp các vùng chứa vàng.
Khi nguyên liệu vàng cạn kiệt cuối thế kỷ 18, São Paulo chuyển sang trồng mía. Trồng trọt của vụ mùa cây trồng lan rộng khắp nơi. Đường đã được xuất khẩu qua cảng Santos. Vào thời điểm đó, đường cao tốc hiện đại đầu tiên giữa São Paulo và bờ biển được xây dựng và đặt tên là Walk of Lorraine.
Ngày nay, di sản nhà ở của Thống đốc bang São Paulo, nằm ở thành phố São Paulo, được gọi là Palácio dos Bandeirantes (Cung điện Bandeirantes), gần khu vực Morumbi

### Thời kì hoàng kim
Sau khi Brazil giành được độc lập từ Bồ Đào Nha vào năm 1822, theo như tuyên bố của Hoàng đế Pedro I, nơi có tượng đài Ipiranga, ông đã đặt tên São Paulo là một thành phố hoàng kim. Năm 1827, một trường luật được thành lập tại tu viện São Francisco, ngày nay là một phần của Đại học São Paulo. Dòng các học sinh và giáo viên đã tạo ra một động lực mới cho sự phát triển của thành phố, nhờ đó thành phố đã trở thành Thành phố hoàng kim và Học khu của Học sinh của Thánh Phaolô Piratininga.
Việc mở rộng sản xuất cà phê là một nhân tố chính trong sự phát triển của São Paulo, vì nó đã trở thành ngành xuất khẩu chính của khu vực và mang lại doanh thu tốt. Nó được trồng đầu tiên ở vùng Vale do Paraíba (Paraíba Valley) ở phía Đông của bang São Paulo, và sau đó là ở các khu vực Campinas, Rio Claro, São Carlos và Ribeirão Preto.
Từ năm 1869 trở đi, São Paulo được nối với cảng Santos bởi tuyến đường sắt Santos-Jundiai, có biệt danh là Lady. Vào cuối thế kỷ 19, một số tuyến đường sắt khác kết nối nội địa với thủ đô của bang. São Paulo đã trở thành điểm hội tụ của tất cả các tuyến đường sắt từ bên trong của bang. Cà phê là động lực kinh tế để tăng trưởng kinh tế và dân số ở bang São Paulo.
Năm 1888, "Luật Vàng" (Lei Áurea) bị Isabel, Công chúa Imperial của Brazil, xử phạt tuyên bố bãi bỏ chế độ nô lệ ở Braxin. Nô lệ là nguồn lao động chính trong các đồn điền cà phê cho đến khi đó. Theo kết quả của luật này, và sau khi chính phủ kích thích vào việc tăng nhập cư, tỉnh này đã bắt đầu nhận được một số lượng lớn di dân, chủ yếu là những người nông dân từ Ý, Nhật Bản và Bồ Đào Nha, nhiều người trong số họ định cư ở thủ đô. Các ngành công nghiệp đầu tiên của khu vực cũng bắt đầu nổi lên, tạo việc làm cho những người mới đến, đặc biệt là những người phải học tiếng Bồ Đào Nha.

### Thời kì cộng hòa cũ
Vào thời điểm Brazil trở thành nước cộng hòa vào ngày 15 tháng 11 năm 1889, xuất khẩu cà phê vẫn là một phần quan trọng trong nền kinh tế của São Paulo. São Paulo đã phát triển mạnh mẽ trong bối cảnh chính trị quốc gia, thay phiên với nhà nước giàu có Minas Gerais trong việc bầu các tổng thống Braxin, một liên minh được gọi là "cà phê và sữa", cho rằng Minas Gerais nổi tiếng về các sản phẩm từ sữa.
Trong thời kỳ này, São Paulo đã chuyển từ trung tâm khu vực sang đô thị quốc gia, trở thành công nghiệp hóa và đạt tới 1 triệu người đầu tiên vào năm 1928. Sự tăng trưởng mạnh nhất trong giai đoạn này là tương đối vào những năm 1890 khi nó tăng gấp đôi dân số. Nền kinh tế của thành phố trong "thời kỳ cà phê" được thể hiện bằng việc xây dựng Estação da Luz thứ hai (tòa nhà hiện nay) vào cuối thế kỷ 19 và đại lộ Paulista vào năm 1900, nơi họ xây dựng nhiều lâu đài.
Công nghiệp hoá là chu kỳ kinh tế theo mô hình trồng cà phê. Với bàn tay của một số gia đình siêng năng, bao gồm nhiều người nhập cư có nguồn gốc Do Thái, các nhà máy bắt đầu nảy sinh và São Paulo trở nên nổi tiếng với không khí mờ sương khói. Cảnh văn hoá theo xu hướng hiện đại và tự nhiên theo thời trang vào đầu thế kỷ 20. Một số ví dụ về các nghệ sỹ hiện đại nổi tiếng là các nhà thơ Mário de Andrade và Oswald de Andrade, các họa sĩ Anita Malfatti, Tarsila do Amaral và Lasar Segall, và nhà điêu khắc Victor Brecheret. Tuần lễ Nghệ thuật Hiện đại năm 1922 diễn ra tại Theatro Municipal là một sự kiện được đánh dấu bởi những ý tưởng tiên phong và các tác phẩm nghệ thuật [20]. Năm 1929, São Paulo đã xây được tòa nhà chọc trời đầu tiên là tòa nhà Martinelli.
Các sửa đổi được thực hiện trong thành phố của Antônio da Silva Prado, Baron of Duprat và Washington Luiz, người điều hành từ năm 1899 đến năm 1919, góp phần vào sự phát triển của thành phố; Một số học giả cho rằng toàn bộ thành phố đã bị phá hủy và xây dựng lại vào thời điểm đó.
Các hoạt động kinh tế chính của São Paulo bắt nguồn từ ngành công nghiệp dịch vụ - các nhà máy đã mất từ lâu, và các tổ chức cung cấp dịch vụ tài chính, các công ty luật, các công ty tư vấn đến đây. Các nhà máy và kho hàng cũ của nhà máy vẫn nằm trong khu vực lân cận như Barra Funda và Brás. Một số thành phố xung quanh São Paulo, như Diadema, São Bernardo do Campo, Santo André và Cubatão vẫn đang được công nghiệp hóa mạnh mẽ cho đến ngày nay, với các nhà máy sản xuất từ mỹ phẩm đến hóa chất cho ô tô.

## Địa lí

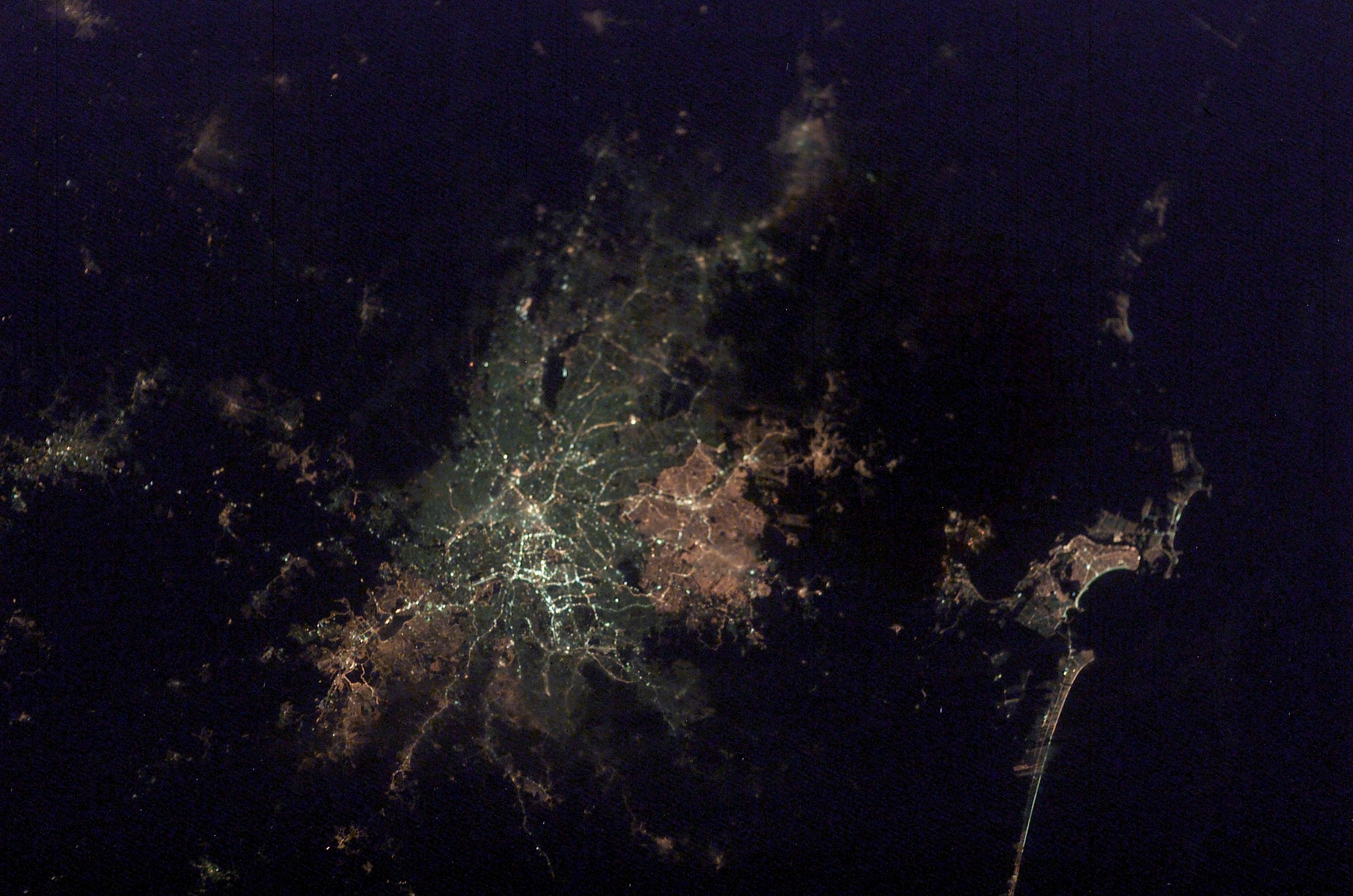
Toàn cảnh vùng đô thị Sao Paulo nhìn từ vệ tinh.

São Paulo nằm ở phía Đông Nam của Brasil và cũng nằm ở phía Đông Nam của bang São Paulo, nằm ở giữa 2 thành phố lân cận là Curitiba và Rio de Janeiro. Thành phố này nằm trên một cao nguyên nằm ngoài Serra do Mar (tiếng Bồ Đào Nha nghĩa là "Dãy Biển" hoặc "Dãy ven biển"), chính nó là một phần của vùng rộng lớn được biết đến với cái tên sơn nguyên Brasil, với độ cao trung bình lên đến 799 mét (2.621 ft) so với mực nước biển, mặc dù chỉ ở khoảng cách 70 km (43 dặm) từ Đại Tây Dương. Khoảng cách được bao phủ bởi hai đường cao tốc, Anchieta và Rodovia dos Imigrantes, kéo xuống dốc, dẫn đến thành phố cảng Santos và khu nghỉ mát bãi biển của Guarujá. Địa hình lăn chiếm ưu thế trong khu vực đô thị hóa của São Paulo ngoại trừ khu vực phía Bắc, nơi dãy núi Serra da Cantareira đạt đến độ cao và phần còn sót lại của rừng mưa Đại Tây Dương. Vùng này ổn định về địa chấn và chưa có hoạt động địa chấn đáng kể

## Khí hậu
Thành phố có khí hậu ôn đới ẩm ướt (Cfa) chịu ảnh hưởng bởi gió mùa, theo phân loại của Köppen [31]. Vào mùa hè (tháng Giêng đến tháng Ba), nhiệt độ trung bình khoảng 19 °C (66 °F) và nhiệt độ cao trung bình ở gần 28 °C (82 °F). Vào mùa đông, nhiệt độ có xu hướng dao động từ 8 đến 21 °C (46 và 70 °F).
Nhiệt độ cao kỷ lục là 37,8 °C (100,0 °F) vào ngày 17 tháng 10 năm 2014 và thấp nhất -3,2 °C vào ngày 25 tháng 6 năm 1918. Nhiệt độ trung bình ở đây cũng tương tự như ở Sydney và Thượng Hải. Đường chí tuyến Nam, ở khoảng 23 ° 27 'S, đi qua phía bắc của São Paulo và gần đánh dấu ranh giới giữa vùng nhiệt đới và ôn đới của lục địa Nam Mỹ. Tuy nhiên, do độ cao của nó, São Paulo gần như có khí hậu ôn đới.
Thành phố trải qua bốn mùa. Mùa đông se lạnh và khô ráo, và mùa hè ấm áp và ít mưa. Mùa thu và mùa xuân là những mùa chuyển tiếp. Mưa xảy ra không thường xuyên ở các vùng xa trung tâm hay trong mùa đông ở quanh thành phố. Các vùng xa trung tâm và các thành phố trong vùng đô thị, có thể đạt đến nhiệt độ gần 0 °C (32 °F), hoặc thậm chí thấp hơn vào mùa đông.
Lượng mưa rất phong phú, mỗi năm trung bình 1.454 mm (57,2inch). Nó đặc biệt phổ biến trong những tháng ấm áp trung bình 219mm (8,6inch) và giảm vào mùa đông, trung bình 47 mm (1,9 inch). Cả São Paulo và bờ biển gần đó đều không bị ảnh hưởng bởi cơn bão nhiệt đới và hoạt động lốc xoáy là không phổ biến. Vào cuối mùa đông, đặc biệt là tháng tám, thành phố trải nghiệm hiện tượng "veranico" hoặc "verãozinho" ("ít hè"), bao gồm thời tiết nóng và khô, đôi khi đạt đến nhiệt độ trên 28 °C (82 °F). Mặt khác, những ngày tương đối mát mẻ vào mùa hè khá phổ biến khi gió dai dẳng thổi từ đại dương. Vào các dịp như vậy, nhiệt độ cao hàng ngày không được vượt quá 20 °C (68 °F), kèm theo nhiệt độ thấp thường thấp hơn 15 °C (59 °F), tuy nhiên, vào mùa hè có thể rất nóng khi sóng nhiệt chảy vào thành phố và nhiệt độ xung quanh 34 °C (93 °F), nhưng ở những nơi có mật độ nhà chọc trời lớn hơn và ít che phủ cây, nhiệt độ có thể cảm thấy như 39 °C (102 °F), ví dụ như trên đại lộ Paulista. Mùa hè năm 2012, São Paulo bị ảnh hưởng bởi làn sóng nóng kéo dài trong 2 tuần với mức cao từ 29 đến 34 °C trong những ngày nóng nhất. Nạn phá rừng, ô nhiễm nước ngầm và biến đổi khí hậu khiến São Paulo đang ngày càng dễ bị hạn hán và thiếu nước.
Do độ cao của thành phố, chỉ có vài đêm "nóng nực" ở São Paulo thậm chí trong những tháng hè, với nhiệt độ tối thiểu hiếm khi vượt quá 21 °C (70 °F). Vào mùa đông, tuy nhiên, dòng chảy mạnh của frông lạnh kèm theo tình trạng mây mù và không khí cực độ gây ra nhiệt độ rất thấp, ngay cả vào buổi chiều.
Các buổi chiều với nhiệt độ tối đa từ 13 đến 15 °C (55 và 59 °F) thường xảy ra ngay cả trong mùa thu và đầu mùa xuân. Vào mùa đông, đã có một số hồ sơ gần đây về buổi chiều lạnh, vào ngày 24 tháng 7 năm 2013 trong đó có nhiệt độ tối đa là  °C (46 °F) và gió chill hit 0 °C (32 °F) vào buổi chiều.
São Paulo nổi tiếng với thời tiết thay đổi nhanh chóng. Người dân địa phương nói rằng cả bốn mùa có thể được trải nghiệm trong một ngày. Vào buổi sáng, khi gió thổi từ đại dương, thời tiết có thể mát mẻ hoặc thậm chí còn lạnh. Khi mặt trời lên đến đỉnh điểm, thời tiết có thể rất khô và nóng. Khi mặt trời lặn, gió lạnh trở lại mang lại nhiệt độ mát. Hiện tượng có một không hai này thường xảy ra vào mùa đông.
| Dữ liệu khí hậu của São Paulo (Mir. de Santana) 1961–1990 | Dữ liệu khí hậu của São Paulo (Mir. de Santana) 1961–1990 | Dữ liệu khí hậu của São Paulo (Mir. de Santana) 1961–1990 | Dữ liệu khí hậu của São Paulo (Mir. de Santana) 1961–1990 | Dữ liệu khí hậu của São Paulo (Mir. de Santana) 1961–1990 | Dữ liệu khí hậu của São Paulo (Mir. de Santana) 1961–1990 | Dữ liệu khí hậu của São Paulo (Mir. de Santana) 1961–1990 | Dữ liệu khí hậu của São Paulo (Mir. de Santana) 1961–1990 | Dữ liệu khí hậu của São Paulo (Mir. de Santana) 1961–1990 | Dữ liệu khí hậu của São Paulo (Mir. de Santana) 1961–1990 | Dữ liệu khí hậu của São Paulo (Mir. de Santana) 1961–1990 | Dữ liệu khí hậu của São Paulo (Mir. de Santana) 1961–1990 | Dữ liệu khí hậu của São Paulo (Mir. de Santana) 1961–1990 | Dữ liệu khí hậu của São Paulo (Mir. de Santana) 1961–1990 |
| Tháng                                                     | 1                                                         | 2                                                         | 3                                                         | 4                                                         | 5                                                         | 6                                                         | 7                                                         | 8                                                         | 9                                                         | 10                                                        | 11                                                        | 12                                                        | Năm                                                       |
| --------------------------------------------------------- | --------------------------------------------------------- | --------------------------------------------------------- | --------------------------------------------------------- | --------------------------------------------------------- | --------------------------------------------------------- | --------------------------------------------------------- | --------------------------------------------------------- | --------------------------------------------------------- | --------------------------------------------------------- | --------------------------------------------------------- | --------------------------------------------------------- | --------------------------------------------------------- | --------------------------------------------------------- |
| Cao kỉ lục °C (°F)                                        | 34.2 (93.6)                                               | 34.7 (94.5)                                               | 33.5 (92.3)                                               | 31.4 (88.5)                                               | 29.7 (85.5)                                               | 28.6 (83.5)                                               | 29.3 (84.7)                                               | 33.0 (91.4)                                               | 35.2 (95.4)                                               | 34.5 (94.1)                                               | 35.3 (95.5)                                               | 33.5 (92.3)                                               | 35.3 (95.5)                                               |
| Trung bình ngày tối đa °C (°F)                            | 27.3 (81.1)                                               | 28.0 (82.4)                                               | 27.2 (81.0)                                               | 25.1 (77.2)                                               | 23.0 (73.4)                                               | 21.8 (71.2)                                               | 21.8 (71.2)                                               | 23.3 (73.9)                                               | 23.9 (75.0)                                               | 24.8 (76.6)                                               | 25.9 (78.6)                                               | 26.3 (79.3)                                               | 24.9 (76.8)                                               |
| Trung bình ngày °C (°F)                                   | 22.1 (71.8)                                               | 22.4 (72.3)                                               | 21.8 (71.2)                                               | 19.7 (67.5)                                               | 17.4 (63.3)                                               | 16.3 (61.3)                                               | 15.8 (60.4)                                               | 17.1 (62.8)                                               | 17.9 (64.2)                                               | 19.0 (66.2)                                               | 20.2 (68.4)                                               | 21.1 (70.0)                                               | 19.2 (66.6)                                               |
| Tối thiểu trung bình ngày °C (°F)                         | 18.7 (65.7)                                               | 18.8 (65.8)                                               | 18.2 (64.8)                                               | 16.3 (61.3)                                               | 13.8 (56.8)                                               | 12.4 (54.3)                                               | 11.7 (53.1)                                               | 12.8 (55.0)                                               | 13.9 (57.0)                                               | 15.3 (59.5)                                               | 16.6 (61.9)                                               | 17.7 (63.9)                                               | 15.5 (59.9)                                               |
| Thấp kỉ lục °C (°F)                                       | 11.9 (53.4)                                               | 12.4 (54.3)                                               | 12.0 (53.6)                                               | 6.8 (44.2)                                                | 3.7 (38.7)                                                | 4.2 (39.6)                                                | 1.5 (34.7)                                                | 3.4 (38.1)                                                | 3.5 (38.3)                                                | 7.0 (44.6)                                                | 7.0 (44.6)                                                | 10.3 (50.5)                                               | 1.5 (34.7)                                                |
| Lượng Giáng thủy trung bình mm (inches)                   | 237.4 (9.35)                                              | 221.5 (8.72)                                              | 160.5 (6.32)                                              | 72.6 (2.86)                                               | 71.4 (2.81)                                               | 50.1 (1.97)                                               | 43.9 (1.73)                                               | 39.6 (1.56)                                               | 70.7 (2.78)                                               | 126.9 (5.00)                                              | 145.8 (5.74)                                              | 200.7 (7.90)                                              | 1.441 (56.73)                                             |
| Số ngày giáng thủy trung bình (≥ 1.0 mm)                  | 15                                                        | 14                                                        | 11                                                        | 7                                                         | 6                                                         | 4                                                         | 4                                                         | 4                                                         | 7                                                         | 10                                                        | 11                                                        | 14                                                        | 107                                                       |
| Độ ẩm tương đối trung bình (%)                            | 80                                                        | 79                                                        | 80                                                        | 80                                                        | 79                                                        | 78                                                        | 77                                                        | 74                                                        | 77                                                        | 79                                                        | 78                                                        | 80                                                        | 78.4                                                      |
| Số giờ nắng trung bình tháng                              | 170.6                                                     | 162.2                                                     | 167.1                                                     | 165.8                                                     | 182.3                                                     | 172.6                                                     | 187.1                                                     | 175.3                                                     | 152.6                                                     | 153.9                                                     | 163.0                                                     | 150.8                                                     | 2.003,3                                                   |
| Nguồn: INMET                                              |                                                           |                                                           |                                                           |                                                           |                                                           |                                                           |                                                           |                                                           |                                                           |                                                           |                                                           |                                                           |                                                           |

## Nhân khẩu
Vào năm 2013, São Paulo là thành phố đông dân nhất ở Brazil nói riêng và toàn Nam Mỹ nói chung. Theo Cuộc Tổng điều tra IBGE 2010, đã có 11.244.369 người cư trú tại thành phố São Paulo. Tổng điều tra dân số cho thấy thành phố có 6,824,668 người da trắng (60,6%), 3,433,218 người Pardo (đa sắc tộc) (30,5%), 736,083 người da đen (6,5%), 246,244 người Châu Á (2,2%) và 21,318 người Amerindian (0,2%).
Trong năm 2010, thành phố này có 2.146.077 cặp vợ chồng khác giới tính và 7.322 cặp đồng tính. Dân số của São Paulo là 52,6% nữ và 47,4% nam giới

## Kinh tế

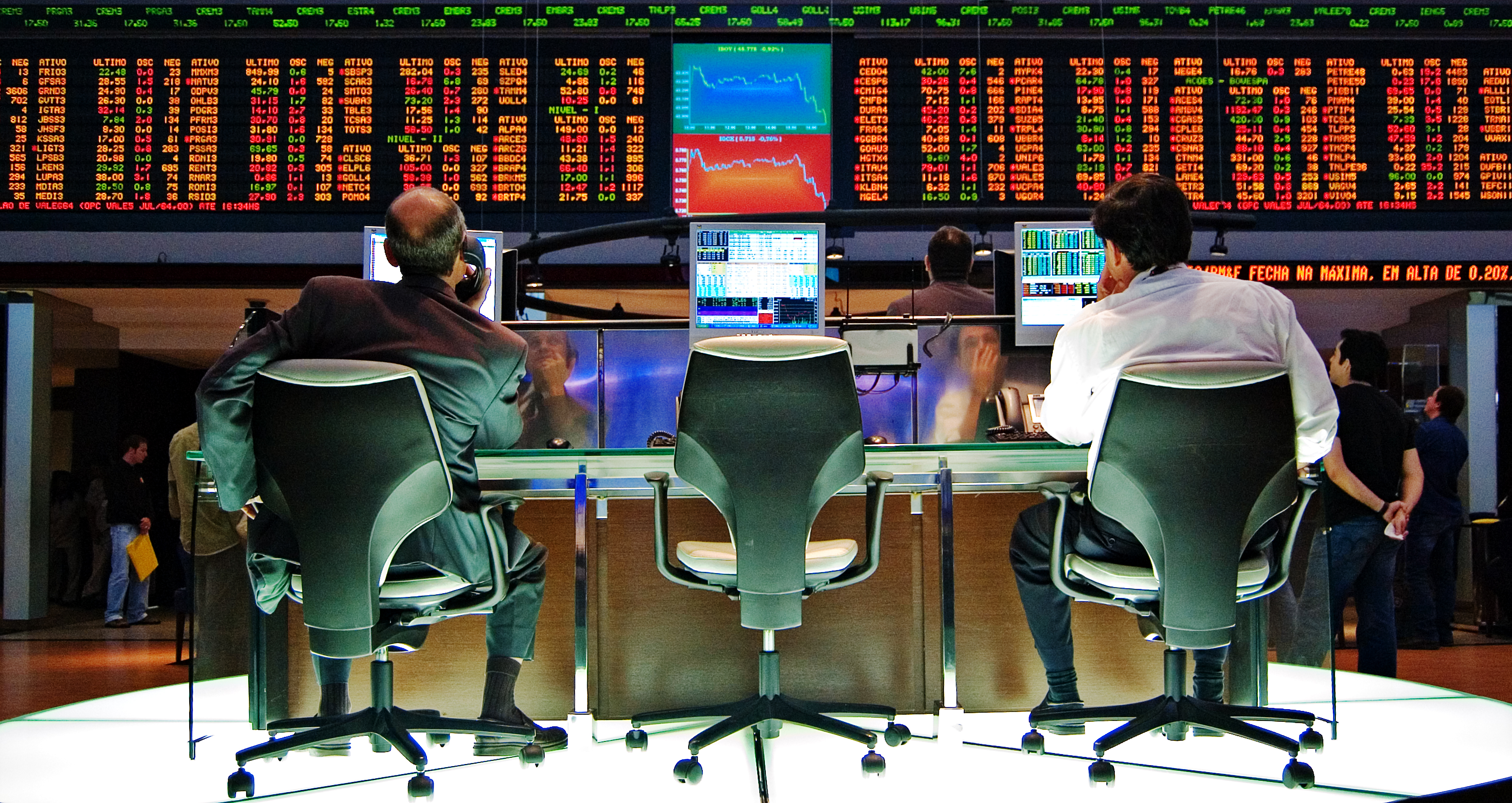
Sở chứng khoán São Paulo

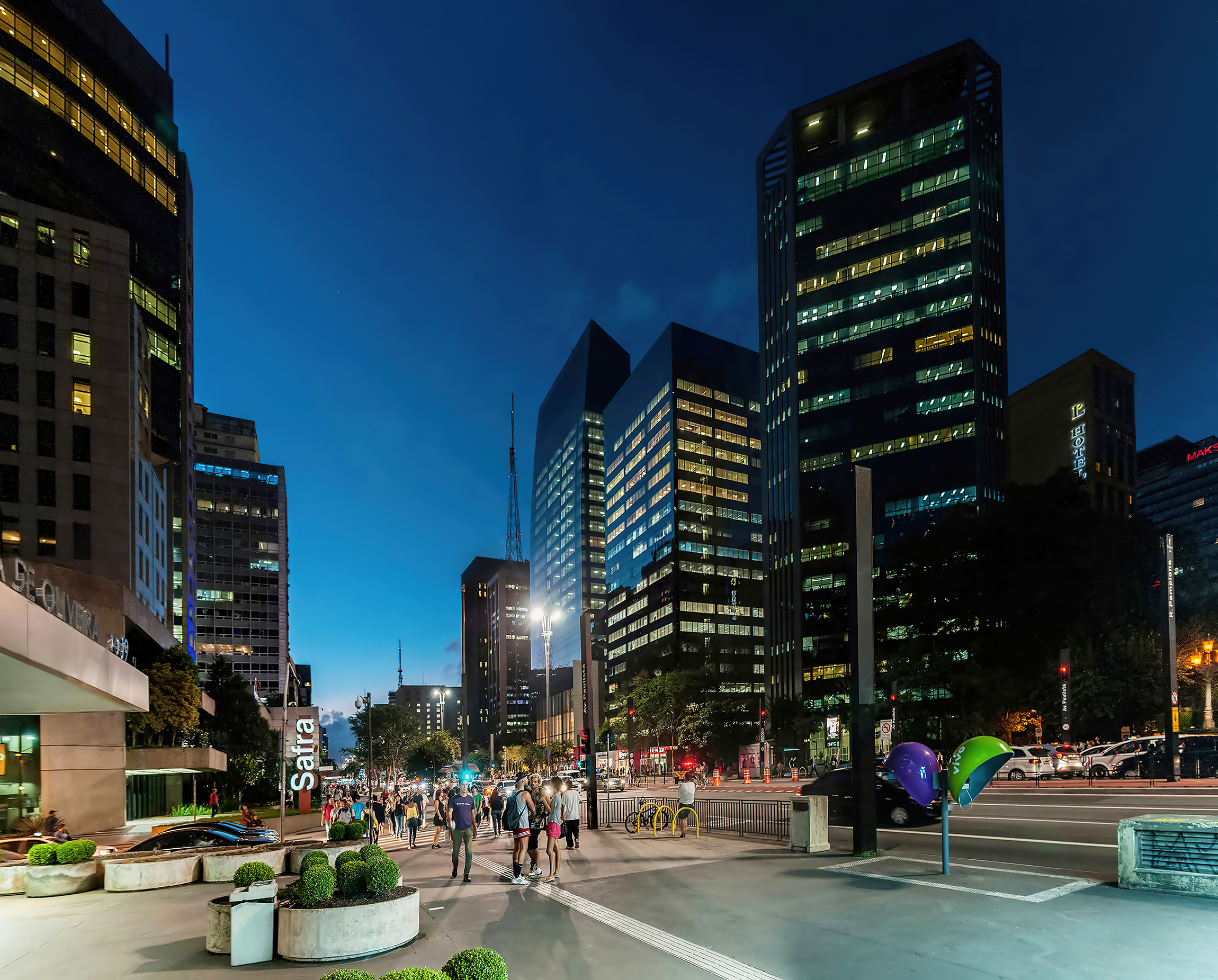
Đường Paulista về đêm

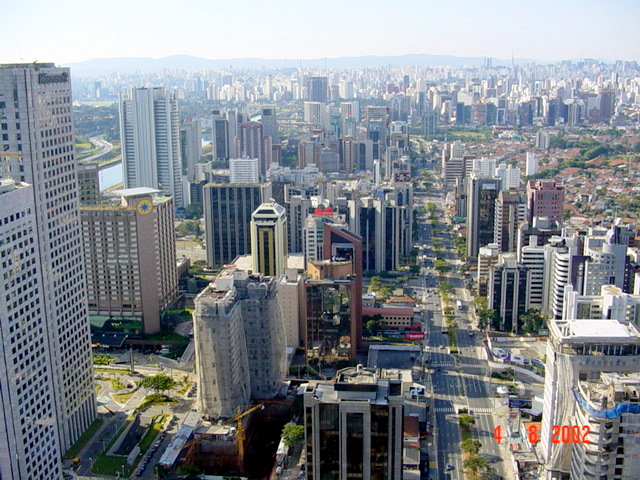
Đại lộ Berrini: trung tâm tài chính mới của São Paulo

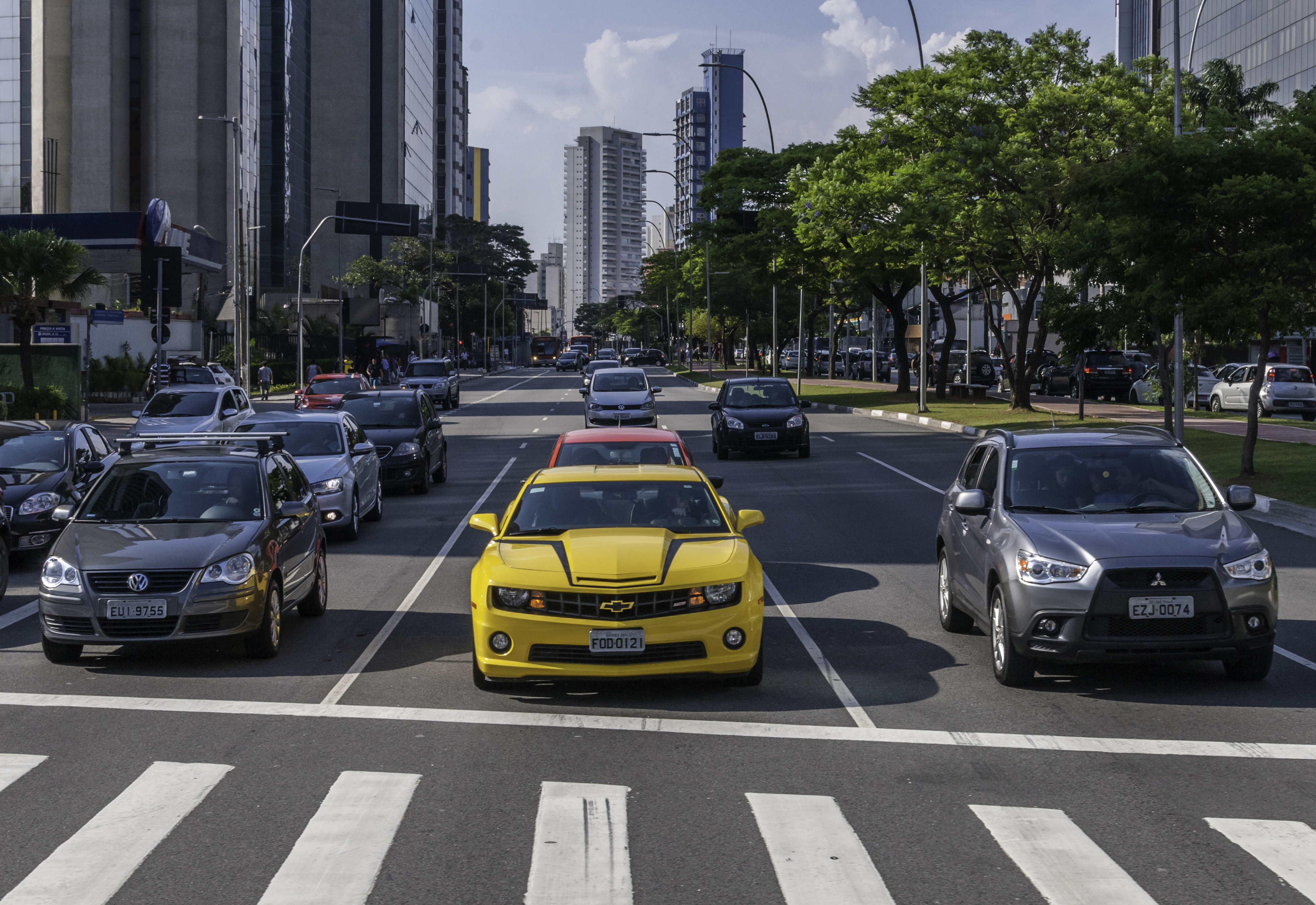
Đại lộ Brigadeiro Faria Lima

São Paulo là một trong những trung tâm tài chính quan trọng nhất của Mỹ Latin. Thành phố có nhiều trụ sở các công ty Đức hơn bất cứ thành phố nào bên ngoài Đức. GDP của São Paulo khoảng 260 tỷ USD năm 2006. Sở giao dịch chứng khoán của São Paulo là Bovespa, trong khi futures exchange là BM&F. Các quận trung tâm của thành phố nằm ở những khu vực quanh Avenida Paulista và ở Centro Velho (Trung tâm Cũ). Các quận quan trọng khác về kinh doanh nằm ở các boroughs Pinheiros và Santo Amaro, bao gồm large artery Faria Lima.
Có một số vùng đặc biệt như Bom Retiro và Brás (các quận bán sỉ quần áo), Consolação (thiết bị chiếu sáng), Rua Santa Ifigênia (phụ tùng điện và điện tử), Rua Teodoro Sampaio (thiết bị âm nhạc và nội thấtt), the posh Rua Oscar Freire (designer and label stores), Avenida Europa (xe hơi sang trọng) và Rua Vinte Cinco de Março đông đúc. São Paulo có một số công ty truyền hình và quảng cáo lớn.
São Paulo được coi là "thủ đô tài chính của Brazil", vì nó là địa điểm đặt trụ sở chính của các tập đoàn lớn và của các ngân hàng và các tổ chức tài chính. São Paulo là thành phố có GDP cao nhất của Brazil và là lớn thứ 10 trên thế giới, sử dụng tính chẵn lẻ về sức mua. Theo dữ liệu của IBGE, tổng sản phẩm quốc nội (GDP) năm 2010 là 450 tỷ Rs, tức khoảng 220 tỷ đô la Mỹ, 12,26% GDP của Brazil và 36% sản lượng hàng hoá và dịch vụ của São Paulo. Theo PricewaterhouseCoopers trung bình hàng năm tăng trưởng kinh tế của thành phố là 4,2%. São Paulo cũng có một nền kinh tế "phi chính thức" lớn. Năm 2005, thành phố São Paulo thu được 90 tỷ R $ thuế và ngân sách thành phố là 15 tỷ R $. Thành phố có 1.500 chi nhánh ngân hàng và 70 trung tâm mua sắm.
Vào năm 2014, São Paulo là thành phố xuất khẩu lớn thứ ba ở Brazil sau Parauapebas và Rio de Janeiro. Trong năm đó, hàng hoá xuất khẩu của São Paulo đạt 7,2 tỷ USD (Bỉ) hoặc 3,02% tổng xuất khẩu của Braxin. Năm sản phẩm xuất khẩu hàng đầu của São Paulo là đậu nành (21%), đường thô (19%), cà phê (6.5%), bột giấy từ gỗ hóa học sulfat (5.6%), và ngô (4.4%).
Sở Giao dịch Chứng khoán São Paulo (BM & F Bovespa) là cổ phiếu chính thức và giao dịch trái phiếu của Braxin. Đây là sàn giao dịch chứng khoán lớn nhất ở châu Mỹ Latinh, mỗi ngày giao dịch khoảng 6 tỷ Rupee (3,5 tỷ USD) São Paulo của nền kinh tế đang trải qua một sự chuyển đổi sâu sắc. Một khi thành phố có tính chất công nghiệp mạnh mẽ, nền kinh tế của São Paulo đã theo xu hướng chuyển đổi sang lĩnh vực đại học của nền kinh tế, tập trung vào các dịch vụ. Thành phố này là duy nhất trong số các thành phố của Brazil với số lượng lớn các tập đoàn nước ngoài. [96] 63% của tất cả các công ty quốc tế có doanh nghiệp ở Brazil có trụ sở chính tại São Paulo. São Paulo có sự tập trung lớn nhất của các doanh nghiệp Đức trên toàn thế giới [97] và có trung tâm công nghiệp lớn nhất của Thụy Điển cùng với Gothenburg. São Paulo đứng thứ hai sau New York trong bảng xếp hạng hai năm của tạp chí FDi về Thành phố Tương lai 2013/14 ở châu Mỹ và được đặt tên là thành phố của Mỹ Latinh 2013/14, vượt qua Santiago de Chile, thành phố đầu tiên trong xếp hạng trước đó. Santiago đứng thứ hai, tiếp theo là Rio de Janeiro.
Thu nhập bình quân đầu người của thành phố là R $ 32,493 trong năm 2008. Theo bảng xếp hạng thành phố Mercer's năm 2011 về chi phí sinh hoạt cho nhân viên người nước ngoài, São Paulo hiện là một trong 10 thành phố đắt đỏ nhất thế giới, đứng thứ 10 trong năm 2011, tăng từ ngày 21 tháng 10 năm 2010 và trước Luân Đôn, Paris, Milano và New York.
Đã có sự chuyển dịch lớn trong cơ cấu kinh tế của thành phố, từ cơ sở công nghiệp chuyển qua dịch vụ và công nghệ. Các nhành sử dụng nhiều lao động đã được chuyển qua các ngành có hàm lượng công nghệ cao, nhiều trường đại học đã được thành lập, nhiều cơ sở giải trí, mua sắm, dịch vụ du lịch cũng được xây dựng.

### Dịch vụ sang trọng

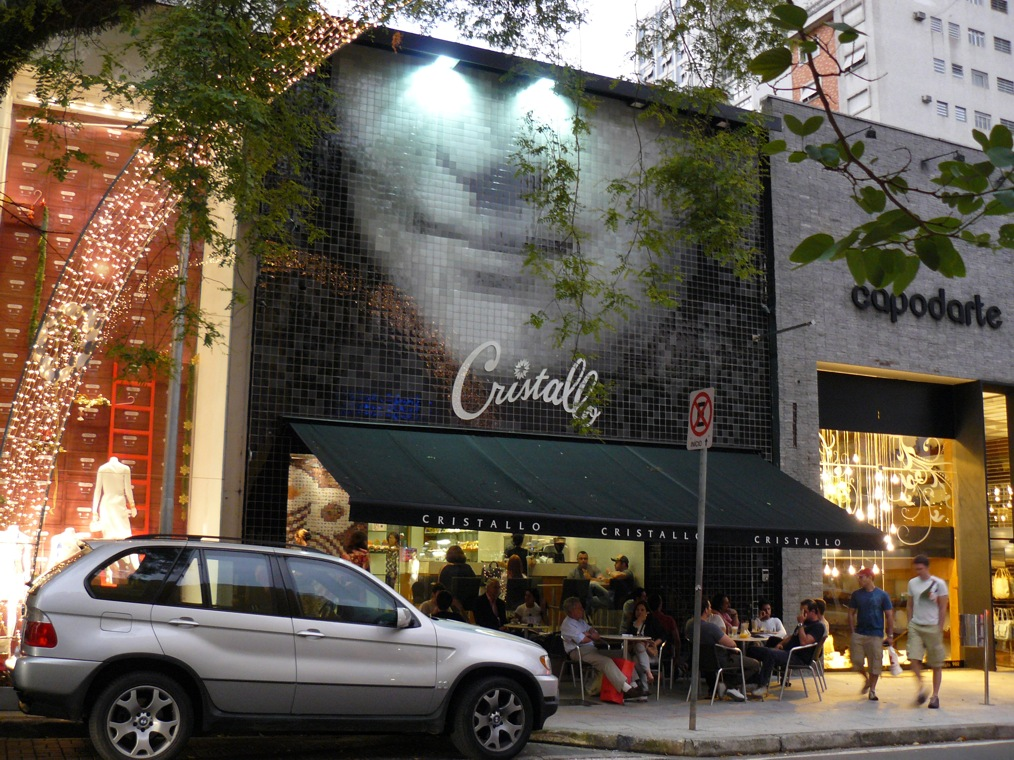
Đường Oscar Freire Street ở Sao Paulo, được bầu chọn là 1 trong tám con đường sang trọng nhất thế giới

Các thương hiệu sang trọng có xu hướng tập trung kinh doanh tại São Paulo. Do thiếu các cửa hàng bách hóa và các cửa hiệu đa thương hiệu, các trung tâm mua sắm cũng như quận Jardins, ít hơn phiên bản Rodeo Drive của Brazil, thu hút hầu hết các thương hiệu sang trọng trên thế giới.
Hầu hết các thương hiệu cao cấp quốc tế có thể được tìm thấy tại Iguatemi, Cidade Jardim hoặc các trung tâm mua sắm JK hoặc trên các đường phố của Oscar Freire, Lorena hoặc Haddock Lobo ở quận Jardins. Chúng là những thương hiệu nổi tiếng như Cartier, Chanel, Dior, Giorgio Armani, Gucci, Louis Vuitton, Marc Jacobs, Tiffany & Co.
Cidade Jardim được mở tại São Paulo vào năm 2008, đó là một trung tâm mua sắm rộng 45.000 mét vuông (484.376 foot vuông), được trang trí cây xanh và cảnh quan cây xanh, với trọng tâm là thương hiệu của Brazil nhưng cũng có các thương hiệu sang trọng quốc tế như Hermès, Jimmy Choo, Pucci và Carolina Herrera. Được khai trương vào năm 2012, trung tâm mua sắm JK đã mang đến cho Braxin những thương hiệu không có mặt tại nước này trước đây như Goyard, Tory Burch, Llc, Prada và Miu Miu.
Iguatemi Faria Lima, ở đại lộ Faria Lima, là trung tâm mua sắm lâu đời nhất của Brazil, mở cửa vào năm 1966. Khu phố Jardins được coi là một trong những nơi tinh tế nhất trong thành phố, với các nhà hàng và khách sạn sang trọng. The New York Times đã từng so sánh Oscar Freire Street với Rodeo Drive [107]. Trong Jardins có đại lý xe hơi sang trọng. Một trong những nhà hàng tốt nhất thế giới được bầu chọn bởi Nhà hàng Giải thưởng Nhà hàng Tốt Nhất Thế giới 50, D.O., cũng nằm ở đó.

## Du lịch

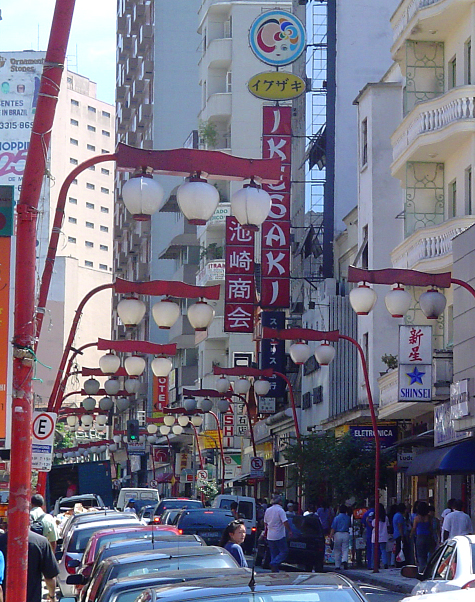
Khu phố Nhật ở São Paulo.

Các chuỗi khách sạn lớn có đối tượng mục tiêu là khách du lịch công ty đang ở trong thành phố. São Paulo là quê hương của 75% các hội chợ kinh doanh chính của đất nước. Thành phố này cũng là một trong những tuần lễ thời trang quan trọng nhất trên thế giới, Tuần lễ Thời trang São Paulo, được thành lập vào năm 1996 dưới cái tên Morumbi Fashion Brasil, là sự kiện thời trang lớn nhất và quan trọng nhất ở Mỹ Latinh. Bên cạnh đó, cuộc diễu hành Sao Paulo Gay Pride, được tổ chức từ năm 1997 trên đại lộ Paulista là sự kiện thu hút nhiều khách du lịch đến thành phố. Lễ thờ hàng tháng đối với Chúa Giêsu là một cuộc tụ họp đông đảo các Kitô hữu từ các nhà thờ Tin Lành ở khắp Brazil, với báo cáo của cảnh sát Sao Paulo trong khoảng 350.000 vào năm 2015. Ngoài ra, São Paulo còn tổ chức São Paulo Pancake Cook-Off hàng năm, thu hút các đầu bếp từ khắp Brazil và thế giới tham gia vào các cuộc thi dựa trên việc nướng bánh kếp.
Du lịch văn hoá cũng có liên quan đến thành phố, đặc biệt là khi xem xét các sự kiện quốc tế diễn ra ở thủ đô, chẳng hạn như bảo tàng Nghệ thuật São Paulo, đã thu hút gần một triệu du khách vào năm 2004.
Thành phố có một cuộc sống về đêm được coi là một trong những nơi tốt nhất trong cả nước. Có rạp chiếu phim, rạp hát, viện bảo tàng và trung tâm văn hóa. Theo Rua Oscar Freire, một trong tám con đường sang trọng nhất trên thế giới, theo tờ Mystery Shopping International, và São Paulo trở thành 1 trong 25 "thành phố đắt đỏ nhất" hành tinh.
Theo Hiệp hội Công ước và Hội nghị Quốc tế, São Paulo đứng đầu trong số các thành phố tổ chức các sự kiện quốc tế ở Châu Mỹ và thứ 12 trên thế giới, sau Viên, Paris, Barcelona, Singapore, Berlin, Budapest, Amsterdam, Stockholm, Seoul, Lisbon và Copenhague. Theo một nghiên cứu của MasterCard tại 130 thành phố trên thế giới, São Paulo là điểm đến thứ ba được du khách đến thăm nhiều nhất ở châu Mỹ Latinh (sau thành phố Mexico và Buenos Aires) với 2,4 triệu du khách nước ngoài, đã chi 2,9 tỷ USD vào năm 2013 (cao nhất trong số thành phố trong khu vực). Năm 2014, CNN xếp hạng cuộc sống về đêm São Paulo là tốt thứ tư nhất thế giới, sau thành phố New York, Berlin và Ibiza, Tây Ban Nha.
Các món ăn của vùng là một điểm thu hút khách du lịch. Thành phố có 62 món ăn trên 12.000 nhà hàng. Trong Đại hội Quốc tế về ẩm thực, Khách sạn và Du lịch (Cihat) năm 1997, thành phố này đã nhận được danh hiệu "Thủ đô Ẩm thực Thế giới" từ một ủy ban do đại diện của 43 quốc gia.

### Thành phố kết nghĩa
| - Abidjan, Côte d'Ivoire (1981) - Alta Floresta, Brasil (1995) - Amman, Jordan (1997) - Asunción, Paraguay (1998) - Bamako, Mali (2000) - Barcelona, Tây Ban Nha - Bắc Kinh, Trung Quốc (1999) - Budapest, Hungary (2000) - Buenos Aires, Argentina (1999) - Cluj-Napoca, România (2000) - Coimbra, Bồ Đào Nha (1996) - Córdoba, Tây Ban Nha (2001) - Damascus, Syria (1999) - Funchal, Bồ Đào Nha (1998) - Góis, Bồ Đào Nha (2000) - La Habana, Cuba (1997) - Johannesburg, Nam Phi (1995) - La Paz, Bolivia (1999) - La Plata, Argentina (1988) - Leiria, Bồ Đào Nha (1996) - Lima, Peru | - Lisbon, Bồ Đào Nha (1995) - Luanda, Angola (1993) - Ma Cao, Trung Quốc (1999) - Mendoza, Argentina (1998) - Milano, Ý (1962) - Montevideo, Uruguay (2001) - Naha, Nhật Bản (1998) - Norfolk, Virginia, Hoa Kỳ (1988) - Osaka, Nhật Bản (1985) - Paris, Pháp (2004) - Presidente Franco, Paraguay (1994) - San Cristóbal de La Laguna, Tây Ban Nha (1990) - San José, Costa Rica - Santiago, Chile (1998) - Santiago de Compostela, Tây Ban Nha (2000) - Seoul, Hàn Quốc (1997) - Thượng Hải, Trung Quốc (1988) - Tel Aviv, Israel (2004) - Toronto, Canada (1999) - Yerevan, Armenia (1999) |

## Một vài hình ảnh

Vị trí của khu đô thị
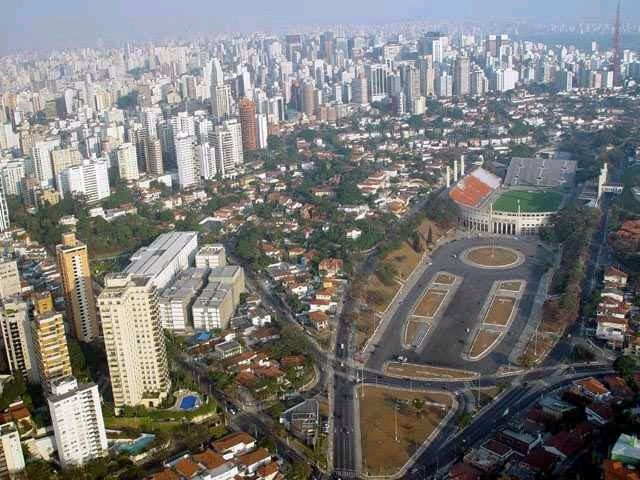
Sân vận động Pacaembu
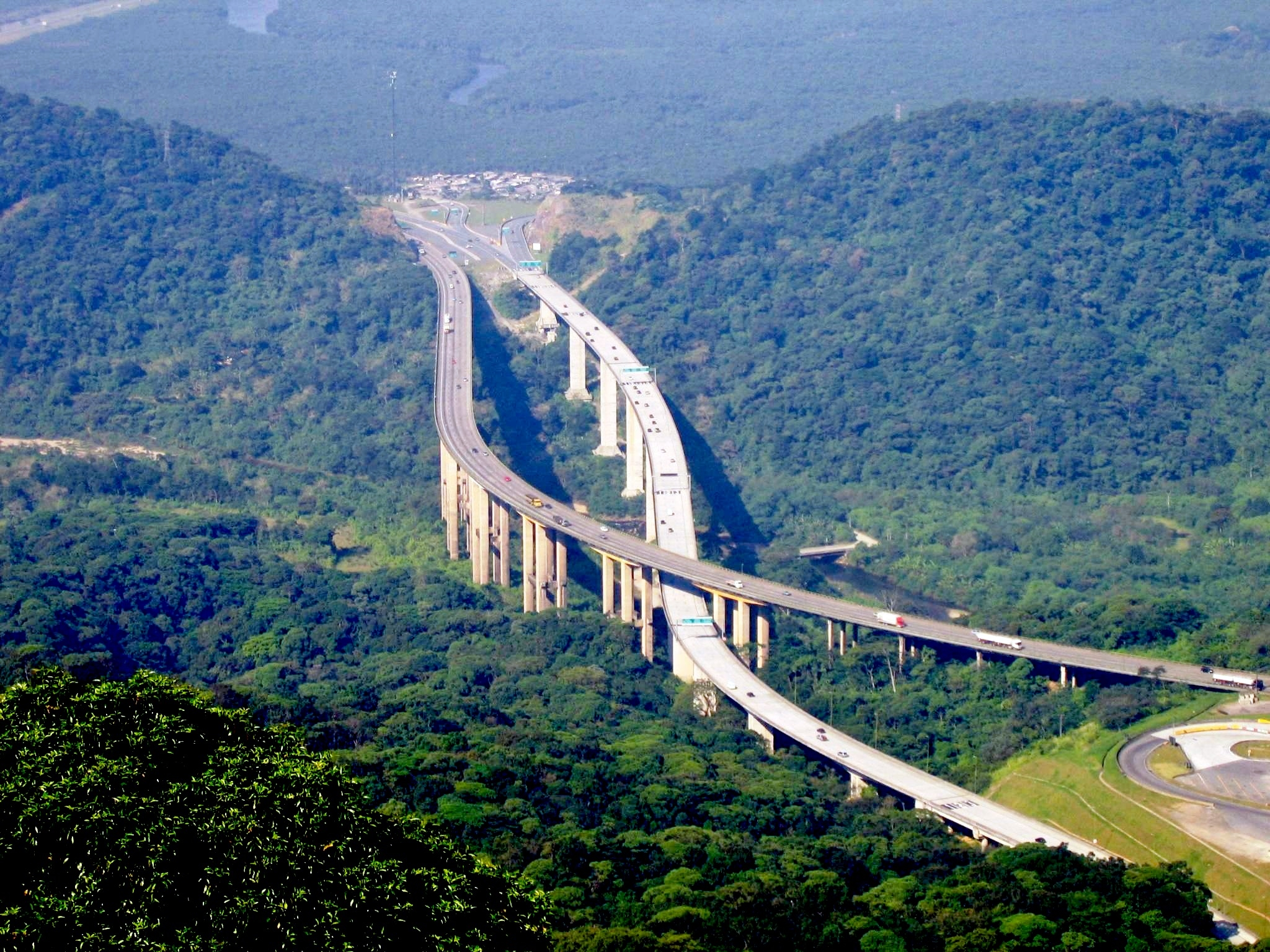
Đại lộ Imigrantes